# 金牛座

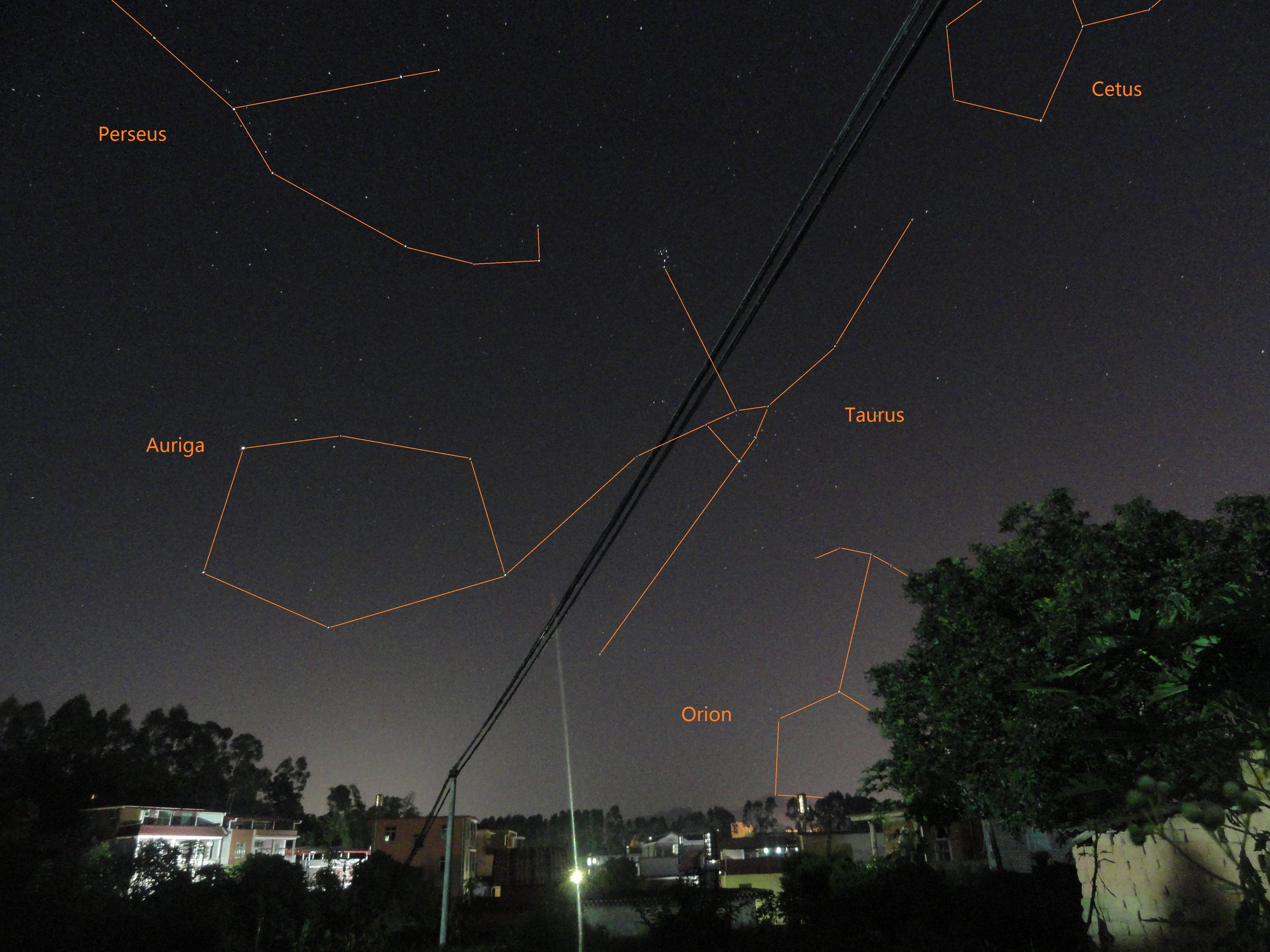
冬季夜空里的金牛座

金牛座（英語：Taurus，天文符号：♉）黃道帶星座之一，星座日期4/20~5/20，面积797.25平方度，占全天面积的1.933%，在全天88个星座中，面积排行第十七。金牛座中亮于5.5等的恒星有98颗，最亮星为毕宿五（金牛座α），视星等为0.85。每年11月30日子夜金牛座中心经过上中天。
人类发现的第一颗小行星谷神星就是1801年元旦之夜由意大利天文学家皮亚齐在金牛座天区发现的。

## 特征
金牛座是北半球冬季夜空上最大、最顯著的星座之一。它西接白羊座、東連双子座；北面是英仙柏修斯及御夫座、西南面有猎户俄里翁、東南面則有波江座及鯨魚座。
金牛座的毕宿亮星排列成V字形结构，又称为金牛座V字，其中橙紅色的畢宿五是天空上少數的一等星之一，它和双子座的北河三、御夫座的五车二、小犬座的南河三、大犬座的天狼星、猎户座的参宿七共同组成冬季六边形。
傳統上代表牛角之一的五車五是金牛座與御夫座共同擁有的。金牛座有两个肉眼就可以看到的疏散星团：昴星团和毕星团。

## 星座神话

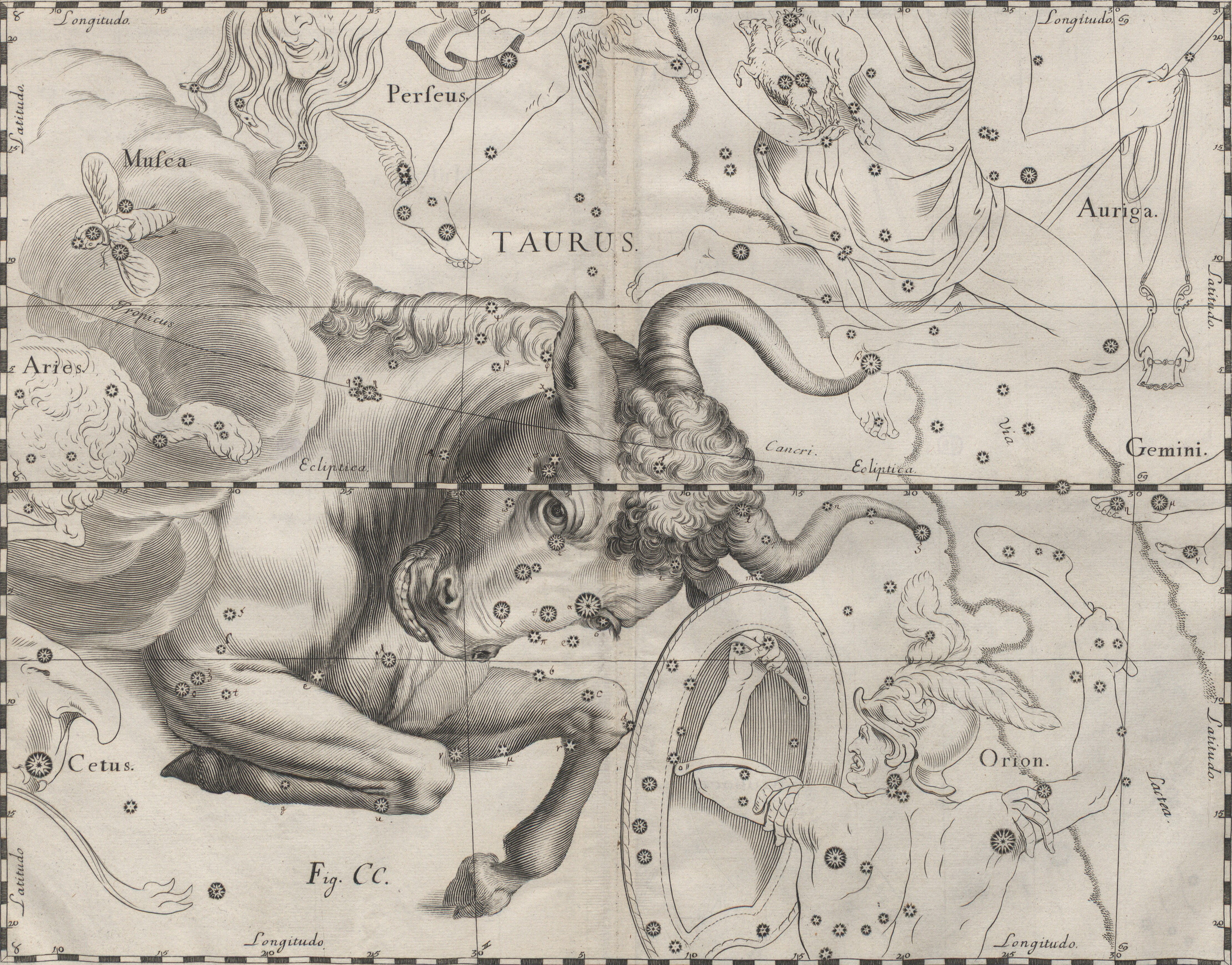
金牛座

金牛座是宙斯的化身。傳說宙斯喜歡阿戈諾爾（Agenor）之女欧罗巴（Europa），她常在蘇爾沙灘上玩，宙斯便要赫耳墨斯（Hermes）在附近的一個小丘上放牛，宙斯就化身成牛混在牛群中，趁機靠近她。由於此牛十分雪白、牛角閃閃發光，歐羅芭深被牠吸引，白牛示意她騎上去，她無知中計，牠載歐羅芭渡過海洋，游到深水的地方，迫使歐羅芭抱著牠，終於在克里特島上露出真面目，宙斯得歐羅芭歡心，她也替宙斯生了多個兒子，而宙斯為紀念此事，金牛座是其化身的牛，並以歐羅芭的名字來命名大陸 - 歐羅芭洲，就是歐洲。星圖只顯示牛的上半身，下半身在水中，並不可見。
金牛座七姊妹星團（Pleiades）的故事：七姊妹其實是阿特拉斯（Atlas）和普勒俄涅（Pleione）的七個女兒，分別是阿尔库俄涅（Alcyone），斯忒罗珀（Sterope），刻莱诺（Calaeno），厄勒克特拉（Electra），迈亚（Maia），墨羅佩（Merope）及塔宇革忒（Taygete），阿尔库俄涅及刻莱诺給波塞冬誘姦，最大的女兒迈亞替宙斯誕下了赫耳墨斯，並且成為阿卡斯（Arcas）的後母，厄勒克特拉替宙斯生下特洛伊的建城者達爾達諾斯（Dardanus），塔宇革忒替宙斯生下斯巴達的建城者拉刻代蒙（Lacedaemon），斯忒罗珀被戰神阿瑞斯強暴並誕下皮薩（Pisa）皇俄諾瑪俄斯（Oenomaus），墨羅佩則嫁给了凡人、風神埃俄羅斯的兒子西敘福斯。七姊妹星團中只可看到六顆，一說墨羅佩由於嫁予凡人，故光芒最弱；一說是因為厄勒克特拉用手掩蓋自己的眼睛，不忍見到特洛伊的滅亡，但最暗的星其實是斯忒羅珀。

## 恒星
- 毕宿五（金牛座α）：全天第13亮星，视星等0.85，距离地球65光年，虽位于毕星团内，但非毕星团成员，而是毕星团的前景星。
- 五车五（金牛座β）：全天第27亮星，视星等1.65，距离地球150光年。
- 天关（金牛座ζ）：变星，视星等介于2.88-3.17之间，变光周期为132.9735日，距离为520光年，自转快速，大量气体抛射形成一个膨胀的气壳。
- 毕宿六（金牛座θ）：双星，主星θ2视星等为3.40，伴星θ1的视星等为3.84，复合星等为3.0。同时θ2还是一颗盾牌座δ型变星，亮度介于3.35-3.42间，变光周期为1小时48分55.3秒。
- 毕宿八（金牛座λ）：大陵型食变星，亮度极大时视星等为3.3，极小时为3.8，变光周期为3天22小时52分15.3秒。
- 金牛座28：仙后座γ型变星，亮度变化于4.77-5.50等之间。
- 金牛座R：米拉变星，亮度极大时视星等为7.6，极小时为15.8，变光周期320.9日。
- 金牛座GS（金牛座41）：猎犬座α2型变星，亮度介于5.15-5.22之间，变光周期为7.23日。

### 重要主星表
| 拜耳命名法 | 中國星官   | 英文名字           | 英文含意   | 視星等 |
| ---------- | ---------- | ------------------ | ---------- | ------ |
| 金牛座α    | 畢宿五     | Aldebaran          | 跟隨者     | 0.87   |
| 金牛座β    | 五車五     | Elnath             | 牛角       | 1.65   |
| 金牛座γ    | 畢宿四     | -                  | -          | 3.63   |
| 金牛座δ    | 畢宿三     | -                  | -          | 3.77   |
| 金牛座ε    | 畢宿一     | Ain                | 眼         | 3.53   |
| 金牛座ζ    | 天關       | Alheka             | 白點       | 2.97   |
| 金牛座η    | 昴宿六     | Alcyone            | 七姊妹之一 | 2.85   |
| 金牛座θ    | 畢宿六     | -                  | -          | 3.84   |
| 金牛座ι    | 天高一     | -                  | -          | 4.62   |
| 金牛座λ    | 畢宿八     | -                  | -          | 3.41   |
| 金牛座ξ    | 天廩三     | -                  | -          | 3.73   |
| 金牛座ο    | 天廩四     | -                  | -          | 3.61   |
| 金牛座π    | 天節一     | -                  | -          | 4.69   |
| 金牛座ρ    | 天節二     | -                  | -          | 4.65   |
| 金牛座τ    | 諸王六     | -                  | -          | 4.27   |
| 金牛座φ    | 礪石四     | -                  | -          | 4.97   |
| 金牛座χ    | 礪石三     | -                  | -          | 5.38   |
| 金牛座ψ    | 礪石一     | -                  | -          | 5.21   |
| 金牛座ω    | 天街二     | -                  | -          | 4.93   |
| 金牛座4    | 天廩二     | -                  | -          | 5.14   |
| 金牛座5    | 天廩一     | -                  | -          | 4.14   |
| 金牛座16   | 昴宿增九   | Celaeno            | 七姊妹之一 | 5.45   |
| 金牛座17   | 昴宿一     | Electra            | 七姊妹之一 | 3.72   |
| 金牛座19   | 昴宿二     | Taygeta            | 七姊妹之一 | 4.30   |
| 金牛座20   | 昴宿四     | Maia               | 七姊妹之一 | 3.87   |
| 金牛座21   | 昴宿三     | Asterope / Sterope | 七姊妹之一 | 5.64   |
| 金牛座23   | 昴宿五     | Merope             | 七姊妹之一 | 4.14   |
| 金牛座27   | 昴宿七     | Atlas              | 七姊妹之父 | 3.62   |
| 金牛座28   | 昴宿增十二 | Pleione            | 七姊姊之母 | 5.05   |
| 金牛座37   | 月         | -                  | -          | 4.36   |
| 金牛座44   | 礪石二     | -                  | -          | 5.39   |
| 金牛座57   | 天節三     | -                  | -          | 5.58   |
| 金牛座66   | 天節八     | -                  | -          | 5.10   |
| 金牛座67   | 天街一     | -                  | -          | 5.27   |
| 金牛座68   | 畢宿二     | -                  | -          | 4.30   |
| 金牛座71   | 畢宿七     | -                  | -          | 4.48   |
| 金牛座79   | 天節四     | -                  | -          | 5.02   |
| 金牛座88   | 天節七     | -                  | -          | 4.25   |
| 金牛座90   | 天節五     | -                  | -          | 4.27   |
| 金牛座93   | 天節六     | -                  | -          | 5.45   |
| 金牛座97   | 天高二     | -                  | -          | 5.08   |
| 金牛座99   | 諸王五     | -                  | -          | 5.79   |
| 金牛座103  | 諸王四     | -                  | -          | 5.50   |
| 金牛座109  | 天高四     | -                  | -          | 4.96   |
| 金牛座118  | 諸王三     | -                  | -          | 5.47   |
| 金牛座125  | 諸王二     | -                  | -          | 5.18   |
| 金牛座136  | 諸王一     | -                  | -          | 4.56   |
| 金牛座139  | 司怪一     | -                  | -          | 4.81   |

## 深空天体
- 昴星团（M45，亦稱七姊妹星團），最著名的疏散星团之一，现在肉眼可以看到6颗亮星。距离地球410光年。
- 畢宿星團，它包含了組成金牛頭部的V形的星（但不包括毕宿五）。它距离地球150光年，是最接近太陽系的星團，目前正以每秒44公里的速度远离太阳。
- M1蟹狀星雲，位于天关（金牛座ζ）东北面，著名的行星状星云。它就是1054年7月4日被見的超新星爆發（天关客星）後剩下的超新星殘骸。
- NGC1554-1555，位于金牛座T附近的发射星云，又称为欣德变光星云或金牛座T星云。
- NGC1647，位于金牛座94附近的疏散星团，亮度6.4等，距离1800光年，角直径45'。
- NGC1746，位于金牛座103附近的疏散星团，亮度6.1等，距离1370光年，角直径42'。

## 中国星官
中国古代传统中的金牛座天区包括胃宿的天廩、昴宿的昴、礪石、月、毕宿的畢、五車、天關、天高、天節、諸王、天街和觜宿的司怪等星官。
- 天廩Celestial Foodstuff（胃4）：金牛座4、5、ξ、ο
- 昴Hairy Head（昴7）：金牛座17、19、21、20、23、η、27
- 礪石Whetstone（昴4）：金牛座ψ、44、χ、φ
- 月Moon（昴1）：金牛座37
- 畢Net（畢8）：金牛座ε、68、δ、γ、α、θ1、71、λ
- 五車Five Chariots（畢5）：金牛座β
- 天關Celestial Gate（畢1）：金牛座ζ
- 天高Celestial High Terrace（畢4）：金牛座ι、97、106、109
- 天節Celestial Tally（畢8）：金牛座π、ρ、57、79、90、93、88、66
- 諸王Feudal Kings（畢6）：金牛座136、125、118、103、99、τ
- 天街Celestial Street（畢2）：金牛座67、ω
- 司怪Deity in Charge of Monsters（觜4）：金牛座139